# اوروچوبان ابیچو
اوروچوبان ابیچو (به انگلیسی: Oruchuban Ebichu) مجموعه مانگا ژاپنی نوشته و طراحی شده توسط ریسا ایتو است از ۱۹۹۰ تا ۲۰۰۷ در رسانه‌های زیرمجموعه فوتاباشا منتشر شد. مجموعه تلویزیونی انیمه اقتباسی ساخته استودیوهای گایناکس و Group TAC در سال ۱۹۹۹ در شش قسمت هشت دقیقه‌ای نیز پخش شد.